# Leichtathletik-Weltmeisterschaften 2019/Teilnehmer (Fidschi)
| Gelbes Symbol für Goldmedaillen mit stilisierten Olympischen Ringen | Graues Symbol für Silbermedaillen mit stilisierten Olympischen Ringen | Braundes Symbol für Bronzemedaillen mit stilisierten Olympischen Ringen |
| ------------------------------------------------------------------- | --------------------------------------------------------------------- | ----------------------------------------------------------------------- |
| —                                                                   | —                                                                     | —                                                                       |

Der Leichtathletikverband von Fidschi nahm an den Leichtathletik-Weltmeisterschaften 2019 in Doha teil. Ein Athlet wurden vom Verband aus Fidschi nominiert.

## Ergebnisse

### Männer

#### Laufdisziplinen
| Athlet             | Disziplin | Qualifikation | Qualifikation | Vorlauf | Vorlauf | Halbfinale | Halbfinale | Finale | Finale |
| Athlet             | Disziplin | Zeit          | Platz         | Zeit    | Platz   | Zeit       | Platz      | Zeit   | Platz  |
| ------------------ | --------- | ------------- | ------------- | ------- | ------- | ---------- | ---------- | ------ | ------ |
| Banuve Tabakaucoro | 100 m     | 10,56 s       | 6             | 10,56 s | 43      | DNQ        | DNQ        | –      | –      |